# Народно читалище „Искра – 1896“
Народно читалище „Искра – 1896“ е духовен, книжовен и просветен център във Велико Търново. Читалището е основано на 28 декември 1896 г. в тогавашното село Марино поле, днес част от Велико Търново. Началото на читаищната институция поставят учителите Емануил Петров, Георги Недечев, Йонко Пенев и Марийка Чукова. За пръв председател е избран Димитър Маринополски. Първоначално се е помещавало в сградата на Църквата „Света Марина“. През 1918 година е построена сградата на читалището-паметник в памет на падналите във войните от 1913 – 1918 г. жители от Маринополската махала. В сградата отваря и киносалон, един от трите в града. През 90-те години част от сградата е била превърната в търговски център, след което през 2019 г. отново е превърната в кино.
- ПФА „Искра“
- Смесен хор „Кантилена“
- ДТК „Искрици“
- ВС „Таланти“[3]